# Call center
Call center (ang. dosł. „centrum telefoniczne”, polskie określenia: centrum obsługi telefonicznej, biuro obsługi klienta (BOK), centrum kontaktów z klientami) – całość elementów sprzętowych, programowych służących do obsługi masowych kontaktów z klientami przy użyciu telefonu jako medium.

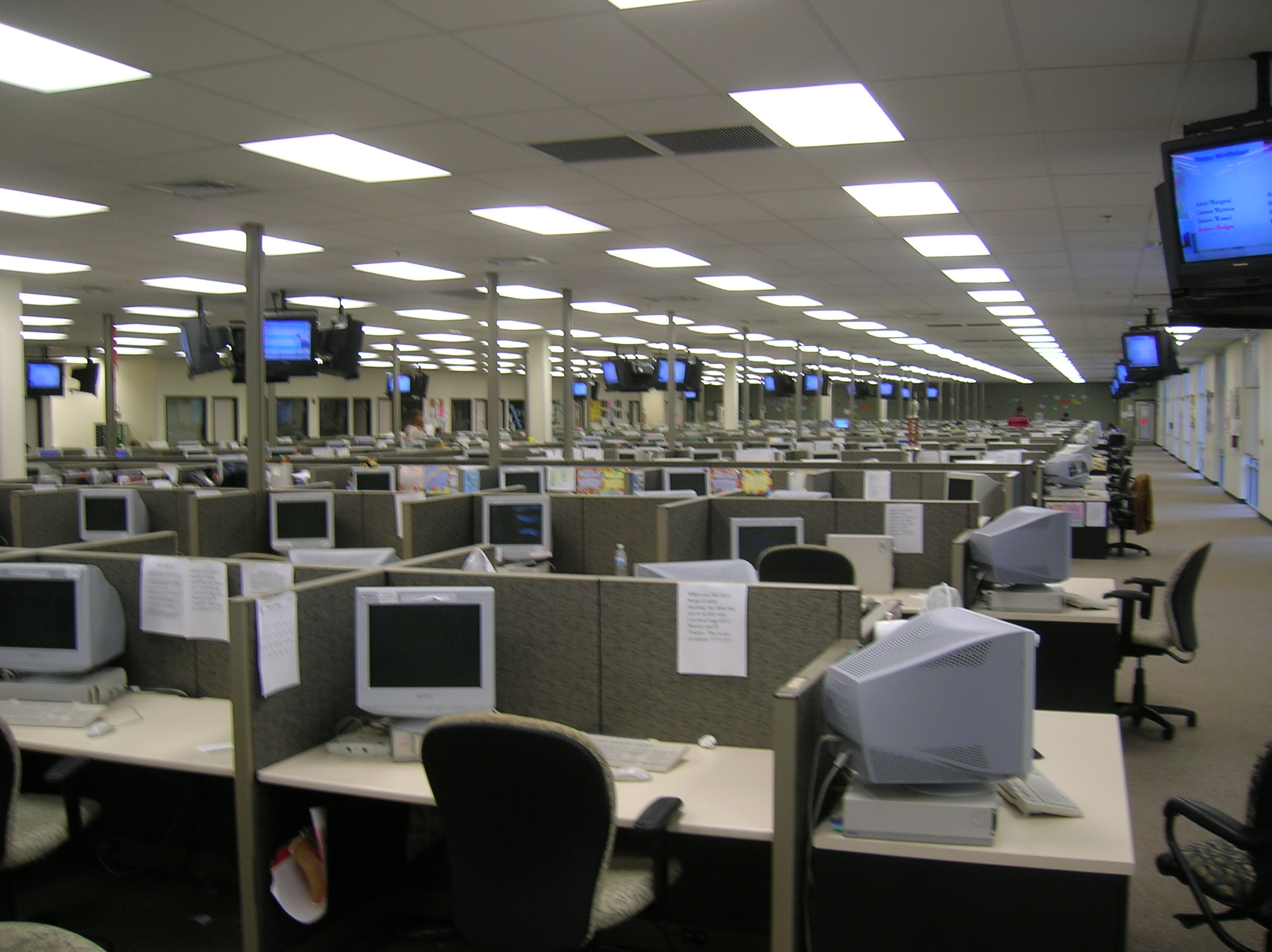
Call center w Lakeland w Stanach Zjednoczonych

Jeden z kluczowych elementów zarządzania przedsiębiorstwem opartym na CRM. Obecnie, z uwagi na wzbogacenie o inne niż telefon sposoby kontaktu, standardem stała się ulepszona wersja zwana contact center.
Standardowo call center oparte jest na trzech rozwiązaniach technologicznych:
- ACD(inne języki) – automatyczna dystrybucja połączeń
- IVR – automatyczna obsługa głosowa
- CTI – integracja systemu telekomunikacyjnego i informatycznego

## Zadania
Główne zadania Call Center można podzielić na dwa zasadnicze obszary:
- obsługa połączeń przychodzących,
- obsługa połączeń wychodzących, których inicjatorem jest przedsiębiorstwo lub instytucja.

Połączenia przychodzące związane są najczęściej z następującymi aktywnościami:
- przyjmowanie zamówień np. domy wysyłkowe, hurtownie,
- obsługa numerów alarmowych,
- udzielanie informacji, szczególnie na temat cen, adresów, stanu zadłużenia,
- obsługa akcji marketingowej – na przykład udzielanie dodatkowych informacji,
- bankowość telefoniczna,
- wsparcie serwisowe (helpdesk) lub tzw. infolinia – wykorzystywane często przy serwisie sprzętu, oprogramowania, telefonów komórkowych,
- przyjmowanie reklamacji i zażaleń – na przykład w biurze obsługi konsumenta,
- obsługa umów terminowych – na przykład ubezpieczenia,
- rezerwacje – na przykład biletów na koncert, do kina.

Połączenia wychodzące, realizowane przez centrum obsługi klientów, najczęściej związane są z następującymi aktywnościami:
- sprawdzanie adresów i danych marketingowych,
- badania rynku i badania marketingowe,
- sprzedaż przez telefon, poszukiwanie klientów,
- windykacja,
- oddzwanianie na nieodebrane połączenia[1].

## Wirtualnecall center
Wirtualne call center to call center udostępniane na zasadach software as a service. Rozwiązanie to dostępne jest na zasadach aplikacji webowej – brak konieczności instalacji infrastruktury i oprogramowania w siedzibie firmy lub instytucji. W tym przypadku osoby pracujące w call center łączą się z urządzeniami dostawcy wirtualnego call center za pośrednictwem linii telefonicznych lub internetu (technologii VoIP). Dzięki temu konsultanci mogą pracować z dowolnego miejsca zachowując dostęp do infrastruktury call center. Rozwiązanie to jest szczególnie popularne wśród małych firm, dla których koszt infrastruktury własnego call center jest zbyt duży.